# Allahverənli
Allahverənli è un comune dell'Azerbaigian situato nel distretto di Cəlilabad. Conta una popolazione di 331 abitanti.